# Heathkit / Zenith H-89
Heathkit / Zenith H-89 (H-89) је професионални рачунар фирме Heathkit / Zenith који је почео да се производи у САД током 1979. године.
Користио је Zilog Z80 микропроцесорску јединицу а RAM меморија рачунара је имала капацитет од 16 KB до 64 KB. 
Као оперативни систем кориштен је HDOS, CP/M, MP/M.

## Детаљни подаци
Детаљнији подаци о рачунару H-89 су дати у табели испод.
|                       |                                                             |
| [ 1 ]                 |                                                             |
| Произвођач            |                                                             |
| Тип                   | професионални рачунар                                       |
| Меморија              | 16 до 64                                                    |
| Поријекло             | Сједињене Америчке Државе                                   |
| Година                | 1979                                                        |
| Тастатура             | Тастатура са пуним помаком тастера са нумеричком тастатуром |
| Процесор              |                                                             |
| Фреквенција процесора | 2,048                                                       |
| RAM                   | 16 до 64                                                    |
| ROM                   | посебни бут програм и монитор                               |
| Текст                 | 80 знакова x 24 линија (+ једна независна линија)           |
| Графика               | 33 графичка знака, без графичког мода                       |
| Боја                  | једна боја, зелена                                          |
| Звук                  | звучник                                                     |
| Димензије             | непознато                                                   |
| Портови               |                                                             |
| Оперативни систем     |                                                             |